# 迅雷先鋒4：黑幫風雲
《迅雷先鋒4：黑幫風雲》（SWAT 4: The Stetchkov Syndicate）是《迅雷先鋒4》的資料片，於2006年2月28日發行於北美洲，台灣則是於4月15日發行。

## 遊戲背景
這次玩家要對抗的不是四面八方的匪徒，而是全洛杉磯最大的毒品與黑槍走私幫派「史代契可夫黑幫」，一個十分團結且不易侵犯的黑幫，玩家必須帶領小隊去7個不同的關卡掃蕩。
遊戲也把所有關卡變得有故事性，讓玩家不只得到解救人質、完成任務的成就感，也可以得到故事進一步發展的成就感。

## 評價
這部遊戲獲得了的評價比主程式稍微略低一些，得分矩陣降為60~90分，多數專家讚賞這遊戲不但變得有故事性了，而還多了幾項新功能和新武器

## 外部連結
- 官方網站 （页面存档备份，存于）
- SWAT 4 for Windows - MobyGames （页面存档备份，存于）